# LZ 126
LZ 126, später als ZR-3 USS Los Angeles im Dienst der US-Marine, war ein Zeppelin-Luftschiff, das in den Jahren 1923/24 vom Luftschiffbau Zeppelin in Friedrichshafen gebaut wurde und als das erfolgreichste US-amerikanische Starrluftschiff gilt. In Deutschland erhielt es den Beinamen „Amerikaluftschiff“ oder auch „Reparationsluftschiff“.
Zur Zeit seiner Fertigstellung war LZ 126 das größte Luftschiff der Welt.

## Entstehung und Bau

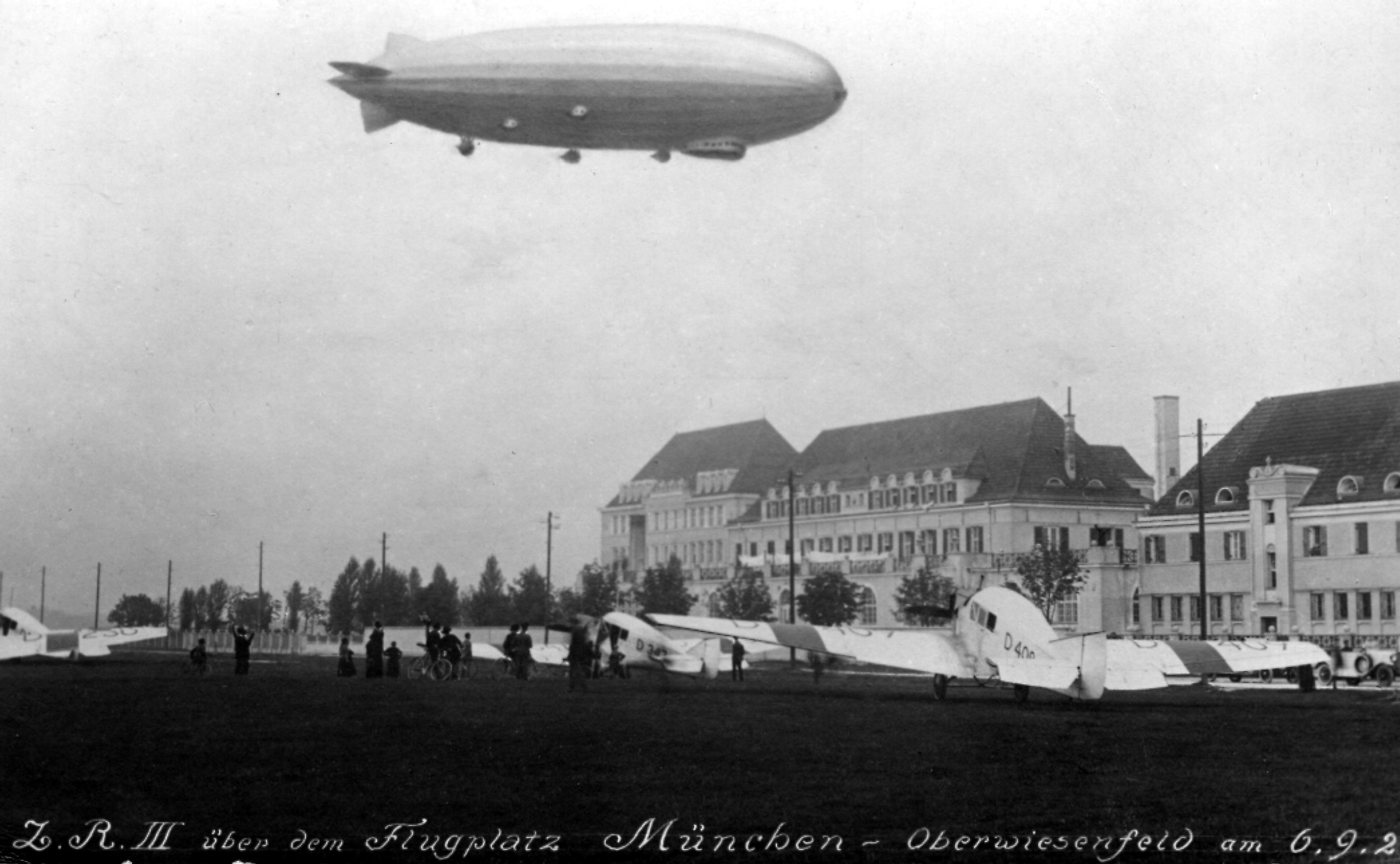
Zeppelin LZ 126 über dem Oberwiesenfeld in München, 1924

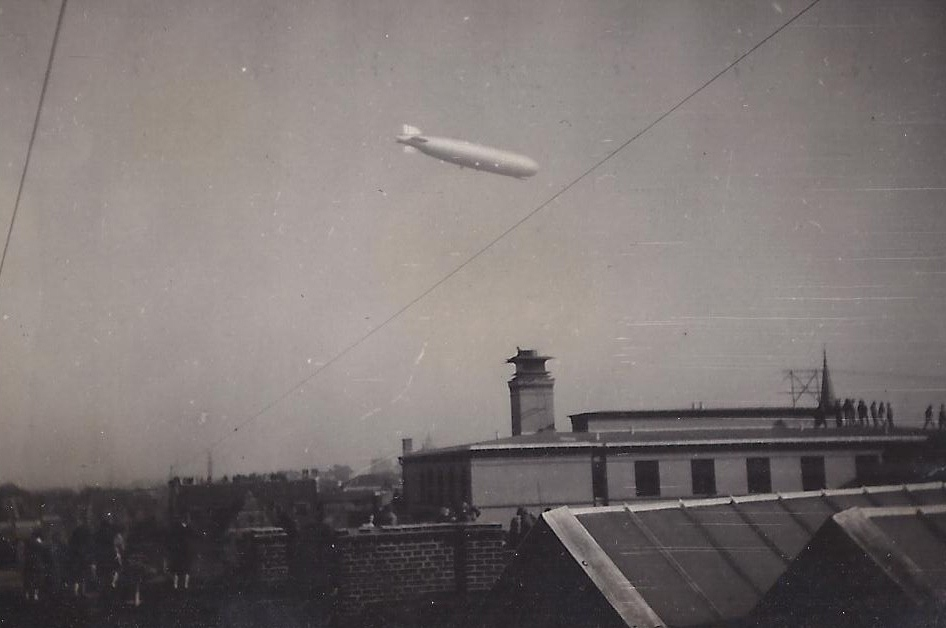
Zeppelin ZR III über Berlin, 1924

Nach dem Ende des Ersten Weltkrieges begrenzten die Alliierten den deutschen Luftschiffbau auf kleine Luftschiffe und untersagten den Bau von Militärluftschiffen vollständig. Einzig die USA, die den Versailler Vertrag nicht ratifiziert hatten, waren weiterhin an einer Zusammenarbeit auf diesem Gebiet mit Deutschland interessiert. In den USA sahen sowohl das Heer als auch die Marine eine Zukunft für Starrluftschiffe als Fernaufklärer. Es gelang Hugo Eckener, dem Vorsitzenden der Zeppelin-Gesellschaft, den Auftrag der US-Regierung für den Bau eines großen Luftschiffes (ZR-3) nach Friedrichshafen zu holen. Zuvor war das in England in Auftrag gegebene Starrluftschiff R38, welches als US-amerikanisches ZR-2-Marineluftschiff vorgesehen war, im August 1921 noch vor seiner Übergabe auf einer Versuchsfahrt verunglückt.
Die Fertigung des Zeppelins wurde zudem im Rahmen der Reparationsleistungen für den Ersten Weltkrieg vom Deutschen Reich selbst finanziert. Die USA beanspruchten ursprünglich 3,2 Millionen Mark, da ihnen zwei Marineluftschiffe als Reparation entgangen waren, als diese durch ihre Mannschaften am 23. Juni 1919 selbst zerstört wurden. Der Auftrag über LZ 126 wurde am 26. Juni 1922 an die Luftschiffbau Zeppelin GmbH vergeben. Die „Zeppeliner“ bestanden unter anderem auf der Bedingung, dass das Luftschiff von einer deutschen Besatzung auf dem Luftweg nach Amerika zur Übergabe gebracht werden sollte.
Um das alliierte Verbot für den Bau von Militärluftschiffen zu umgehen, erfolgte die Lieferung des Luftschiffes an die USA offiziell unter der Auflage einer ausschließlichen zivilen Nutzung. Dementsprechend wurde LZ 126 vom Ingenieur Ludwig Dürr für den kommerziellen Einsatz ausgelegt und konnte neben der 30-köpfigen Besatzung auch bis zu 30 Passagiere aufnehmen. LZ 126 war zudem das erste Luftschiff überhaupt, das über Schlafmöglichkeiten für die Passagiere verfügte. Die Passagierabteile, die mit Zugabteilen vergleichbar waren, verfügten über herunterklappbare Liegen aus Aluminium, wie sie aus Schlafwagen bekannt sind.
Die Kiellegung erfolgte am 7. November 1922. Im August 1924 wurde LZ 126 fertiggestellt. Das Schiff war als erster Zeppelin mit einer Beschichtung versehen, die Aluminiumpartikel enthielt, um die Sonnenstrahlung zu reflektieren und so das Aufheizen des Traggases zu verringern. Sie ließ den gesamten Schiffskörper silbrig glänzen und so noch eleganter erscheinen. Die erste von mehreren Testfahrten innerhalb Deutschlands fand am 25. August 1924 von Friedrichshafen aus statt. Durch starke Windböen dauerte die Fahrt statt der vorgesehenen 24 Stunden 34 Stunden bis in den Abend des 26. August.

## Überführung

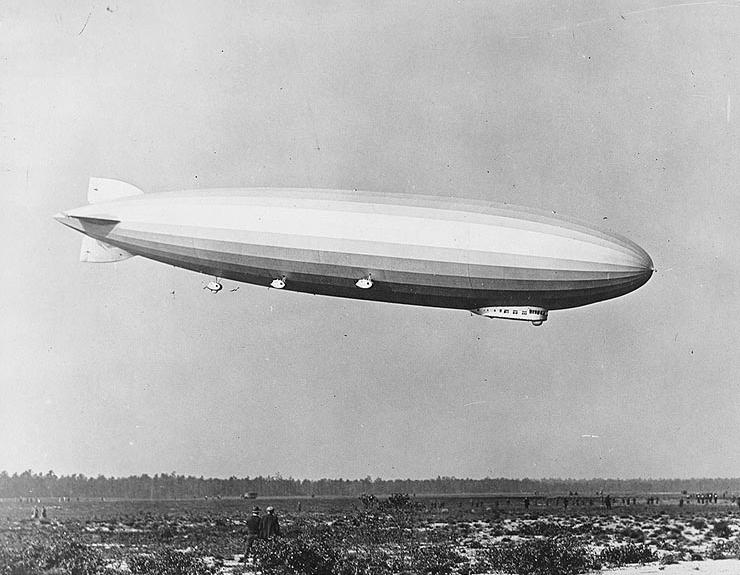
LZ 126 bei der Landung in Lakehurst

Am 12. Oktober 1924 um 06:35 Uhr startete Hugo Eckener mit 27 Besatzungsmitgliedern zur Überführung des Luftschiffes nach Lakehurst, nachdem ein Start am Vortag wegen schlechten Wetters abgebrochen werden musste. Außerdem hatte man beim Auswiegen blinde Passagiere entdeckt. Ein Reporter vom International News Service und der Kameramann Ariel Varges der International Newsreel hatten versucht, sich im Heck zu verstecken.

„Tausende hatten sich trotz der Morgenstunde eingefunden, um Zeugen des großen Ereignisses zu sein, um einst sagen zu können, daß sie dabei waren, als sich eine Schicksalswende im Verkehrsleben vollzog und das erste Luftschiff seinen Flug von Europa nach Amerika begann.“

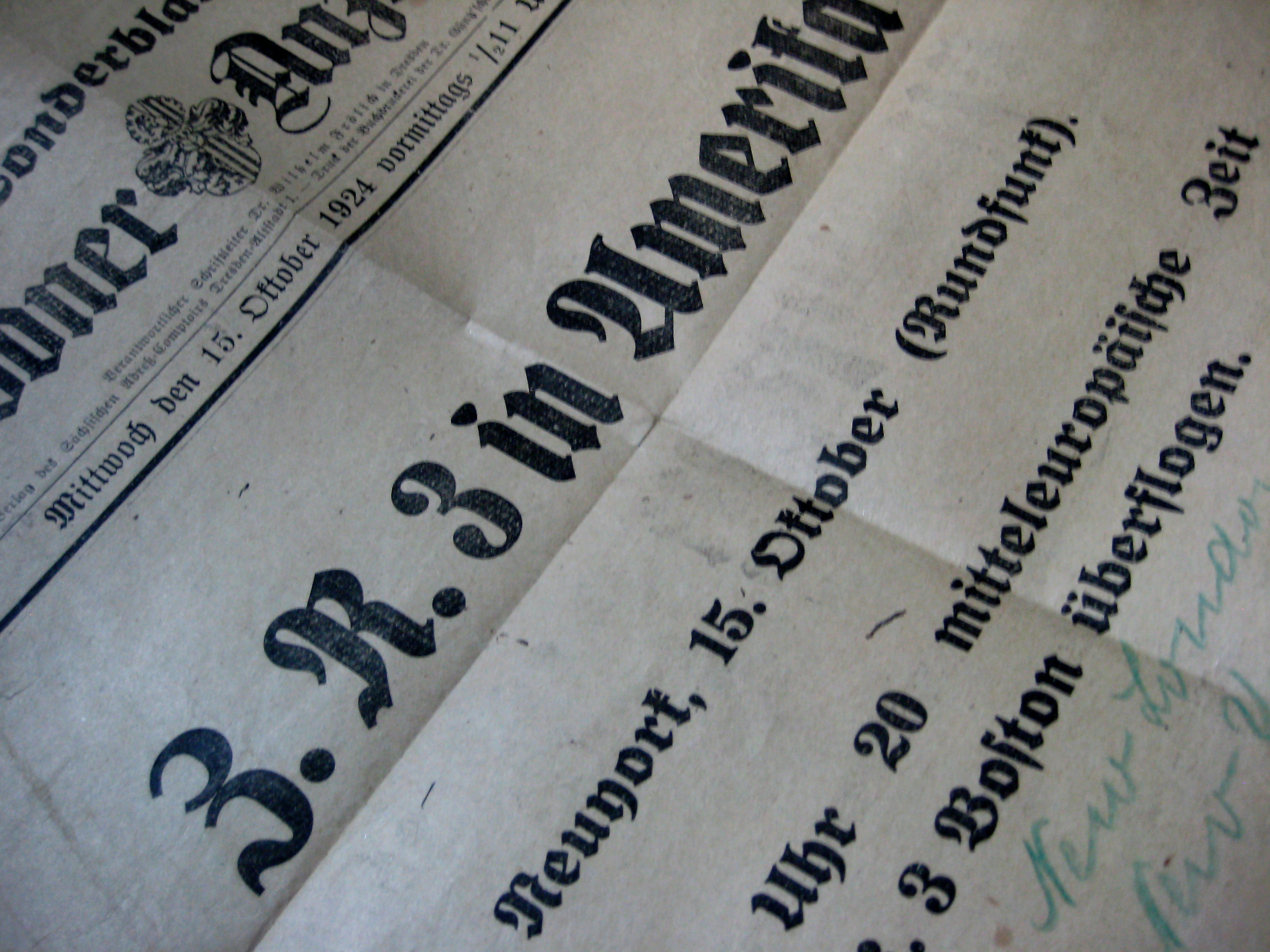
Z.R. 3 in Amerika – Sonderblatt – Sondermeldung zum Rundfunkempfang – Dresdner Anzeiger – 15. Oktober 1924 – 10 Uhr 30 vormittags

Die Zeppelingesellschaft musste mit ihrem gesamten Vermögen für LZ 126 haften, denn die Transatlantikfahrt galt als so großes Risiko, dass Eckener keine Versicherung für das Unternehmen hatte gewinnen können. LZ 126 war erst das zweite Luftschiff, das den Atlantik überquerte. Nur der englischen R34 war bereits 1919 eine Hin- und Rückfahrt gelungen. Für die Fahrt hatte Eckener seine fähigsten Leute ausgewählt, unter ihnen beispielsweise Anton Wittemann als Navigationsoffizier, welcher seine Erinnerungen an den Überführungsflug auch schriftlich veröffentlichte. Fünf der Wachoffiziere aus der insgesamt 27-köpfigen Besatzung besaßen ein Luftschifferpatent. Als Passagiere waren vier Offiziere der US-Marine und des Heeres an Bord, die später für den Einsatz des Schiffs in den USA verantwortlich sein sollten.
Die Fahrt führte über die Gironde, die Nordwestecke Spaniens und die Azoren, wo über Angra do Heroísmo Post abgeworfen wurde, bis zur Atlantikmitte. Dort traf das Luftschiff auf ein Tiefdruckgebiet mit starken Südwest-Gegenwinden, das Eckener veranlasste, es nördlich zu umgehen. Östlich von Halifax stieß man dann auf Ostwinde, die das Schiff über die Neufundlandbänke und um vier Uhr morgens über Boston schnell voranbrachten. Während der Überquerung kam es zu keinen größeren Zwischenfällen. Allerdings war einen Tag vor der Landung das Wasser an Bord ausgegangen, was die Besatzung per Funk an den Kreuzer Detroit meldete: „Wir machen 50 Knoten per Stunde. Die Luft ist ‚holprig‘. Ansteuern direkt Lakehurst. Die Gaszellen etwa 90 Prozent gefüllt. Das Wasser ausgegangen.“
Am 15. Oktober wurden die erfolgreichen Luftschiffer nach einer Fahrzeit von 81 Stunden und zwei Minuten und 8050 Kilometern bei der wohlbehaltenen Ankunft in Lakehurst von der US-amerikanischen Bevölkerung begeistert begrüßt. Als das Schiff kurz zuvor über dem New Yorker Hafen kreiste, ertönten sämtliche Schiffs- und Feuerwehrsirenen. Tausende Menschen hatten sich auch an der Luftschiffhalle eingefunden. Theodor Horn reimte überschwänglich in einem Gedicht „Der ‚Z. R. III‘ in Amerika glatt gelandet“:
Vernehmt Ihr Völker der ganzen Welt

Und lasset es Euch sagen:

Eine neue Zeit ihren Einzug hält

In diesen frohen Tagen.

Ihr seid beglückt, wenn Ihr den Sinn

Der frohen Kunde verstandet:

Das Riesenluftschiff Zeppelin

Ist in Lakehurst glatt gelandet!
Später wurden die sechs Luftschiffer, für die auch eine Konfettiparade auf dem Broadway veranstaltet wurde, von Präsident Calvin Coolidge offiziell im Weißen Haus empfangen. Die Ablieferungsfahrt erhielt so nachträglich den Charakter einer Friedensmission im Sinne einer Wiederaussöhnung zwischen Deutschland und den USA nach dem Ersten Weltkrieg.

## Taufe und Indienststellung bei der US-Marine
Das Schiff wurde am 15. November 1924 zum Marine-Luftstützpunkt Washington Navy Yard gebracht. Dort taufte die Frau von US-Präsident Calvin Coolidge, Grace Coolidge, die mit den Worten „Weil es wie ein Friedensengel zu uns kam“ zitiert wird, LZ 126 in ZR-3 USS Los Angeles um. Das Kürzel ZR stand bei der US Navy ab 1920 für lenkbare Starrluftschiffe. Unter dieser Bezeichnung wurde LZ 126 als drittes Starrluftschiff der US-Marine in Dienst gestellt.
Das von den Zeppelin-Werken verwendete Wasserstoff-Traggas wurde gleich nach der Übernahme des Schiffes durch die US-Amerikaner gegen Helium ausgetauscht. Das Helium war zu diesem Zeitpunkt noch so rar und kostbar, dass das Luftschiff ZR-1 USS Shenandoah einen Großteil der bis dahin von den USA als einzigem Produzenten gewonnenen Heliummenge enthielt: knapp 1,8 von insgesamt rund 2,4 Millionen Kubikfuß. Daher musste das ältere Starrluftschiff seine Füllung zunächst an die USS Los Angeles abgeben. Tausend Kubikfuß (ca. 28 m³) kostete die USA 1922/23 noch etwa 120 US-Dollar. Auch wenn die Produktionskosten in den Folgejahren weiter deutlich sanken, auf 47 $ 1925 und 34 $ 1926, war das immer noch ein Vielfaches des Wasserstoffpreises.
Die Heliumfüllung erhöhte zwar die Sicherheit des neuen Schiffes deutlich, reduzierte allerdings zusätzlich zu den höheren Kosten seine Nutzlast und Reichweite. Weiterhin wurde eine Ballastwassergewinnungsanlage eingebaut, die Wasser durch Kondensation der Abgase gewinnen sollte.

## Betrieb

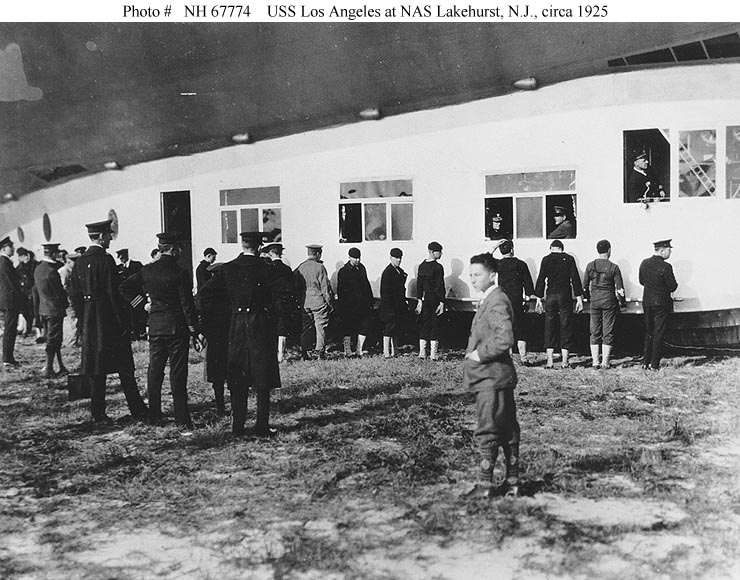
Lakehurst, 1925

Das neue Luftschiff wurde von der Marine als fliegendes Laboratorium sowie als Schul- und Versuchsluftschiff verwendet, um die kommerziellen und militärischen Möglichkeiten von Großluftschiffen auszuloten und neue Taktiken für Luft- und Seestreitkräfte zu erarbeiten.
Am 24. Januar 1925 diente die USS Los Angeles als Sonnenobservatorium für eine Gruppe von Wissenschaftlern, die eine totale Sonnenfinsternis ohne Störeinfluss möglicher Wolken beobachten und fotografieren wollten.
Schon in den ersten Monaten ihres Betriebs unternahm die Los Angeles mehrere Fahrten nach Bermuda (20. Februar – 22. Februar 1925) und Puerto Rico im Mai 1925. Ebenso gelang der Versuch, an einem sich auf dem Schiff Patoka befindlichen Ankermast anzulegen. Insgesamt sollte ZR-3 44 Mal an der Patoka festmachen. Eine Fahrt nach Minneapolis am 6. Juni 1925 wurde wegen eines Motorschadens abgebrochen. Bei der folgenden Revision traten noch mehr Mängel zutage. Die Gaszellen waren bereits porös geworden und mussten ersetzt werden. Auch das Gerippe zeigte Schädigungen. Das im Kühlwasser der Motoren als Frostschutz verwendete Calciumchlorid verursachte Korrosion an den Aluminiumträgern. Das Schiff verblieb für die Umbauarbeiten im Hangar von Lakehurst und übergab sein Traggas vorübergehend wieder an die Shenandoah. Nach deren Verlust am 3. September verzögerte sich die Wiederaufnahme der Fahrten der Los Angeles bis zum März 1926, da unter anderem die Heliumvorräte durch das Unglück knapp geworden waren.

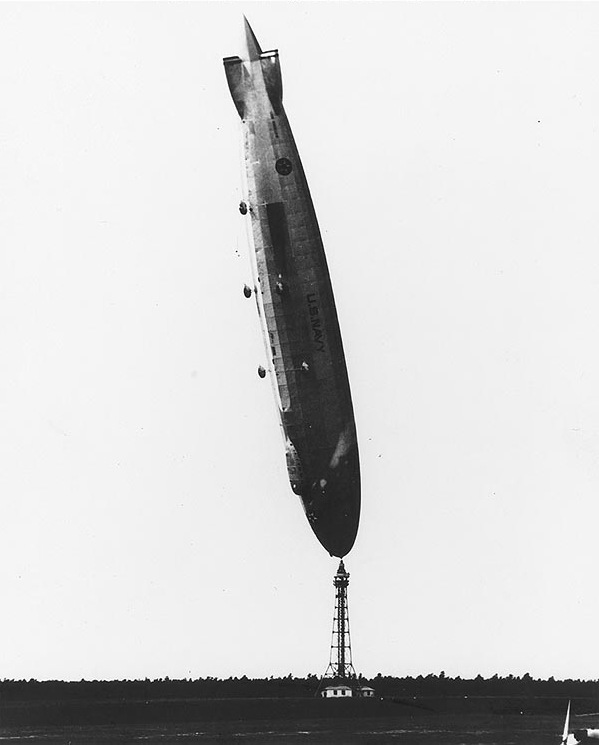
Der unfreiwillige „Kopfstand“ der ZR-3

Das Luftschiff wurde auch benutzt, um Mitte 1926 die damals neuen Funk-Kompassstationen an der Ostküste der USA zu kalibrieren. Sie sollten den Schiffen die Navigation beim Erreichen der nordamerikanischen Küste erleichtern.
Am 25. August 1927 vollführte die Los Angeles am 49 Meter hohen Ankermast in Lakehurst unfreiwillig ein in der Geschichte der Großluftschiffe einzigartiges Manöver. Als aufkommender Wind das Heck des am Bug verankerten Schiffes etwas anhob, geriet es in eine kältere und dichtere Luftschicht und begann durch den Auftriebsgewinn unaufhaltsam weiter aufzusteigen. Obwohl die Mannschaft die Lage sofort durch Gewichtsverlagerung zu kompensieren versuchte, konnte das Schiff erst wieder ausbalanciert werden, nachdem es, fast senkrecht in der Luft stehend, einen „Kopfstand“ vollführt hatte. Das Luftschiff wurde dabei nur leicht beschädigt und es gab keine Verletzten. Es konnte bereits am nächsten Tag wieder in Betrieb gehen. Dieser Vorfall führte noch am selben Tag zu der Entscheidung der Abkehr vom Konzept des Hochmastes für Luftschiffe zugunsten niedrigerer Konstruktionen.
Am 28. Januar 1928 wurde eine Landung auf dem Flugzeugträger Saratoga durchgeführt. Ein einmaliger Test, bei dem Passagiere, Kraftstoff und Wasser transferiert wurden. Am 20. Februar 1928 führte ZR-3 den ersten Nonstop-Flug über 3650 km von New York zum Panamakanal durch und kehrte einige Tage später mit Zwischenstopps in Kuba und an der Patoka zurück.

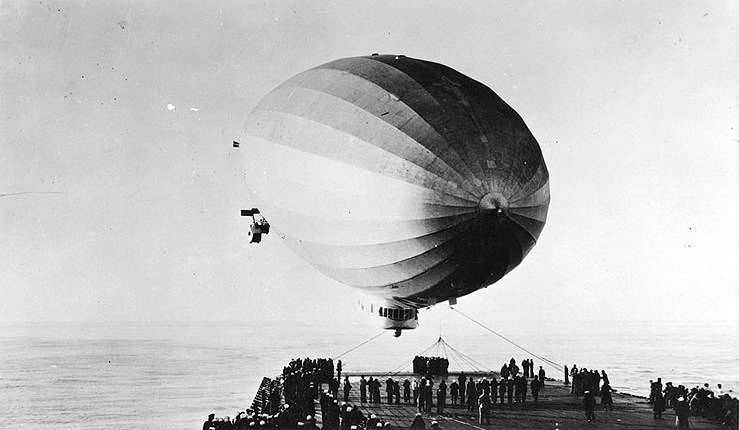
ZR-3 landet auf der USS Saratoga

Am 3. Juni 1929 gelang es der USS Los Angeles, ein Flugzeug im Fluge aufzunehmen und wieder abzusetzen. Ähnliche Versuche hatte es in Deutschland und England bereits zur Zeit des Ersten Weltkriegs gegeben. Dies geschah bei einer Geschwindigkeit von etwa 90 km/h in einer Höhe von etwa 760 m in der Nähe von Lakehurst. Das Flugzeug vom Typ UO-1 hakte sich in ein unter dem Schiff befestigtes Trapez ein. Es wurden daraufhin noch weitere erfolgreiche Tests durchgeführt. Im Jahr darauf wurde ein Segelflugzeug mit der gleichen Technik von der Los Angeles abgesetzt. Die Versuche dauerten noch bis in den Oktober 1931 hinein. Damit war bewiesen, dass Luftschiffe in der Lage waren, auch ohne selbst zu landen, Fracht und Passagiere von und an Bord zu bringen. Auf diese Tests folgte auch der Bau von speziellen Kampfflugzeugen, mit denen die neuen Luftschiffe der US-Marine (ZRS-4 und 5) ausgerüstet wurden.
Nach der Erfindung des Echolots und der erfolgreichen Erprobung in der Schifffahrt wurde die Anwendung in der Luftfahrt bei Versuchsfahrten mit der ZR 3 erprobt. Die Zeppelinwerft urteilte: „Es ist kein Zweifel, daß von allen Verfahren zur Höhenbestimmung die akustische diejenige ist, die allen Anforderungen entsprechen wird.“
Nachdem die alliierten Beschränkungen für militärische Luftschiffe aufgehoben worden waren, nahm die Los Angeles ab dem Februar 1931 als erstes Luftschiff seit 1925 wieder an einem großen Manöver der Marine vor Panama teil. Sie durfte nun auch Waffen tragen und von Offizieren in Militäruniformen geführt werden. Später operierte sie eine Zeit lang zusammen mit dem neuen und größeren Starrluftschiff ZRS-4 USS Akron.

## Außerdienststellung
ZR-3 wurde am 30. Juni 1932, obwohl voll einsatzfähig, aus wirtschaftlichen Gründen außer Dienst gestellt, jedoch weiterhin für Versuche am Boden verwendet. Zu diesem Zeitpunkt befand sich die ZRS-4 USS Akron bereits im Dienst und das Schwesterschiff, die ZRS-5 USS Macon, im Bau. Das Schiff wurde anfangs so aufbewahrt, dass es innerhalb von 30 Tagen wieder lufttüchtig gemacht werden konnte.
Am 6. Januar 1939 wurde beschlossen, das Schiff für weitere Tests, jedoch ausschließlich am Boden zu verwenden und es anschließend abzurüsten. Im Juni wurde ein Teil der Hülle entfernt, um Einblicke in das Innere zu ermöglichen und das Luftschiff zur Besichtigung freigegeben. Vom 20. Juni bis zum 8. September, als durch Präsident Roosevelt ein begrenzter nationaler Notstand (limited national emergency) ausgerufen worden war und alle Stützpunkte für Besucher geschlossen wurden, hatten sich bereits 44.871 Besucher in das Gästebuch eingetragen.
Am 24. Oktober 1939 wurde ZR-3 USS Los Angeles von der Liste der US-Marine-Schiffe gestrichen. Daraufhin begann umgehend die Verschrottung, die sich bis zum 15. Dezember hinzog.
Insgesamt legte die USS Los Angeles in ihrer sieben Jahre und acht Monate dauernden Dienstzeit (der längsten eines US-Starrluftschiffes) bei 331 Fahrten in 4398 Flugstunden 345.000 km zurück. Sie war das erfolgreichste Luftschiff der USA und das einzige der fünf US-amerikanischen Starrluftschiffe, dessen Einsatz nicht durch einen Unfall beendet wurde.

## Technische Daten

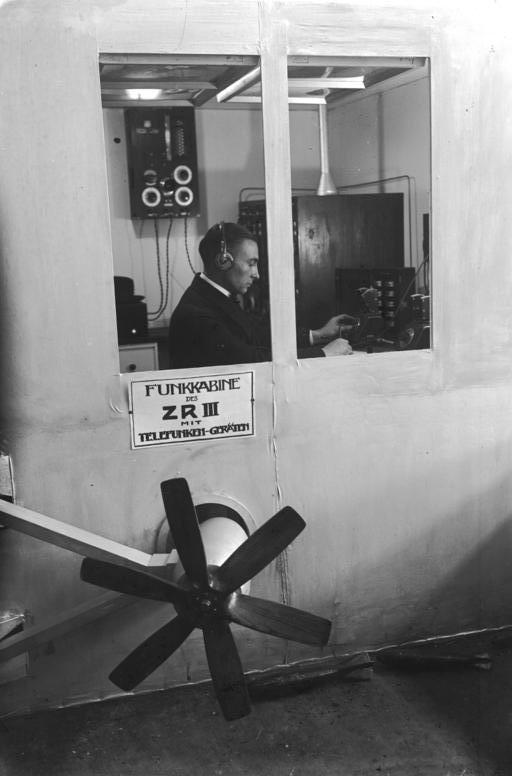
Nachgebaute Funkkabine der ZR-3 bei der Funk-Ausstellung in Berlin am Kaiserdamm, 1924

| Kenngröße                       | Daten |
| ------------------------------- | --- |
| Länge ohne Mastfesselgeschirr   | 200,00 m |
| Größter Durchmesser             | 27,64 m |
| Nenngasinhalt (95 %)            | 70.000 m³ |
| Prallgasinhalt                  | 73.680 m³ |
| Gaszellenzahl                   | 14 |
| Antrieb                         | fünf Zwölfzylinder-V-Motoren mit einer Gesamtleistung von 1545 kW (2100 PS) Ottomotoren Typ Maybach VL I (309 kW /420 PS bei 1400 min−1) |
| Höchstgeschwindigkeit           | 127 km/h |
| Marschgeschwindigkeit           | 113 km/h |
| Leermasse                       | 39.690 kg |
| Nutzmasse bei Normalbedingungen | 45.780 kg |
| Reichweite                      | 12.500 km |

(nach dem Stand von 1924)